# Morgan Taylor
Frederick Morgan Taylor (ur. 17 kwietnia 1903 w Sioux City, zm. 16 lutego 1975 w Rochester) – amerykański lekkoatleta płotkarz, mistrz olimpijski. Jako pierwszy w historii zdobył 3 medale olimpijskie w biegu na 400 metrów przez płotki.
Podczas amerykańskich kwalifikacji przedolimpijskich dwukrotnie pobił rekord świata na 400 m przez płotki, choć wynik (53,6 s) nie został zatwierdzony przez IAAF. Ten sam wynik osiągnął w wygranym finale na tym dystansie podczas igrzysk olimpijskich w 1924 w Paryżu, jednak znowu nie stał się on rekordem świata, ponieważ Taylor przewrócił jeden płotek, co według ówczesnych przepisów wykluczało uznanie rezultatu za rekordowy. Ponieważ drugi na mecie Charles Brookins został zdyskwalifikowany za przekroczenie toru, trzeci na mecie srebrny medalista Erik Wilén został nowym rekordzistą olimpijskim.
Taylor został rekordzistą świata w 1928, gdy przebiegł dystans 400 metrów przez płotki w 52,0 s. Na igrzyskach olimpijskich w 1928 w Amsterdamie i w 1932 w Los Angeles zdobywał brązowe medale na tym dystansie. Na tych ostatnich Igrzyskach był chorążym reprezentacji USA.
Był mistrzem Stanów Zjednoczonych (AAU) w biegu na 440 jardów przez płotki w latach 1924–1926 i w biegu na 400 metrów przez płotki w 1928. Był także akademickim mistrzem USA (NCAA) w biegu na 220 jardów przez płotki w 1925